# Teun Koopmeiners
Teun Koopmeiners (* 28. Februar 1998 in Castricum) ist ein niederländischer Fußballspieler. Der Mittelfeldspieler steht bei Juventus Turin unter Vertrag und ist Nationalspieler.

## Karriere

### Verein
Teun Koopmeiners begann mit dem Fußballspielen bei Vitesse '22 in Castricum in der Provinz Nordholland und wechselte 2009 in die Nachwuchsakademie von AZ. Am 1. Oktober 2017 gab er im Alter von 19 Jahren am siebten Spieltag der Saison 2017/18 bei der 0:4-Niederage gegen Feyenoord Rotterdam unter Trainer John van den Brom sein Debüt in der Eredivisie. Zum Ende der Saison wurde Koopmeiners mit dem Verein Tabellendritter und qualifizierte sich somit für die dritte Qualifikationsrunde zur UEFA Europa League. Im Sommer 2021 wechselte er für eine Ablöse von 12 Millionen Euro zum italienischen Erstligisten Atalanta Bergamo.
Im Sommer 2024 wechselte Koopmeiners innerhalb der italienischen Seria A zu Rekordmeister Juventus Turin.

### Nationalmannschaft
Koopmeiners absolvierte vier Partien für die niederländische U-17-Nationalmannschaft sowie mindestens ein Spiel für die U-18 und nahm mit der niederländischen U-19-Nationalmannschaft an der U-19-Europameisterschaft 2017 in Georgien teil. Dort erreichten sie das Halbfinale, in dem man gegen Portugal ausschied. Koopmeiners kam für die U-19 zu 13 Einsätzen. Nach fünf Einsätzen für die U-20-Auswahl absolvierte er am 22. März 2018 beim 1:4 im Testspiel in Doetinchem gegen Belgien sein erstes Spiel für die niederländische U-21-Nationalmannschaft. IM März 2021 wurde er zweimal bei der U-21-Europameisterschaft in Ungarn und Slowenien eingesetzt.
Am 19. August 2020 wurde Teun Koopmeiners erstmals für die niederländische A-Nationalmannschaft nominiert, als er für den vorläufigen Kader für die Gruppenspiele in der UEFA Nations League 2020/21 gegen Polen und Italien berufen wurde. Am 7. Oktober 2020 kam er bei der 0:1-Niederlage gegen Mexiko zum Einsatz.
Er nahm auch an der Fußball-Weltmeisterschaft 2022 in Katar teil.

## Erfolge
- Europa-League-Sieger: 2024 (Atalanta Bergamo)
- Team des Jahres der Serie A: 2024

## Familie
Teun Koopmeiners’ jüngerer Bruder Peer ist ebenfalls Fußballprofi.